# 蘋婆屬

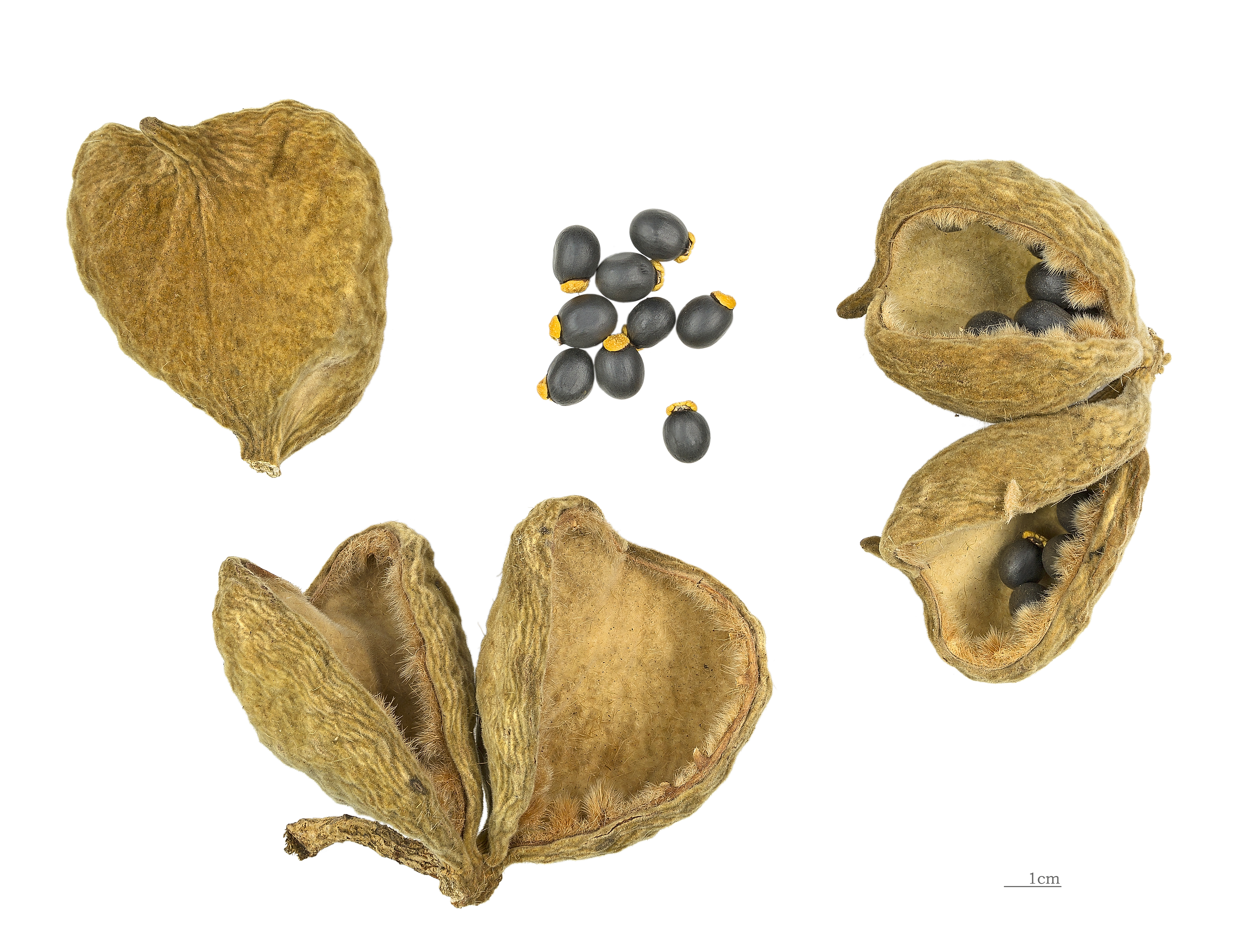
Sterculia setigera

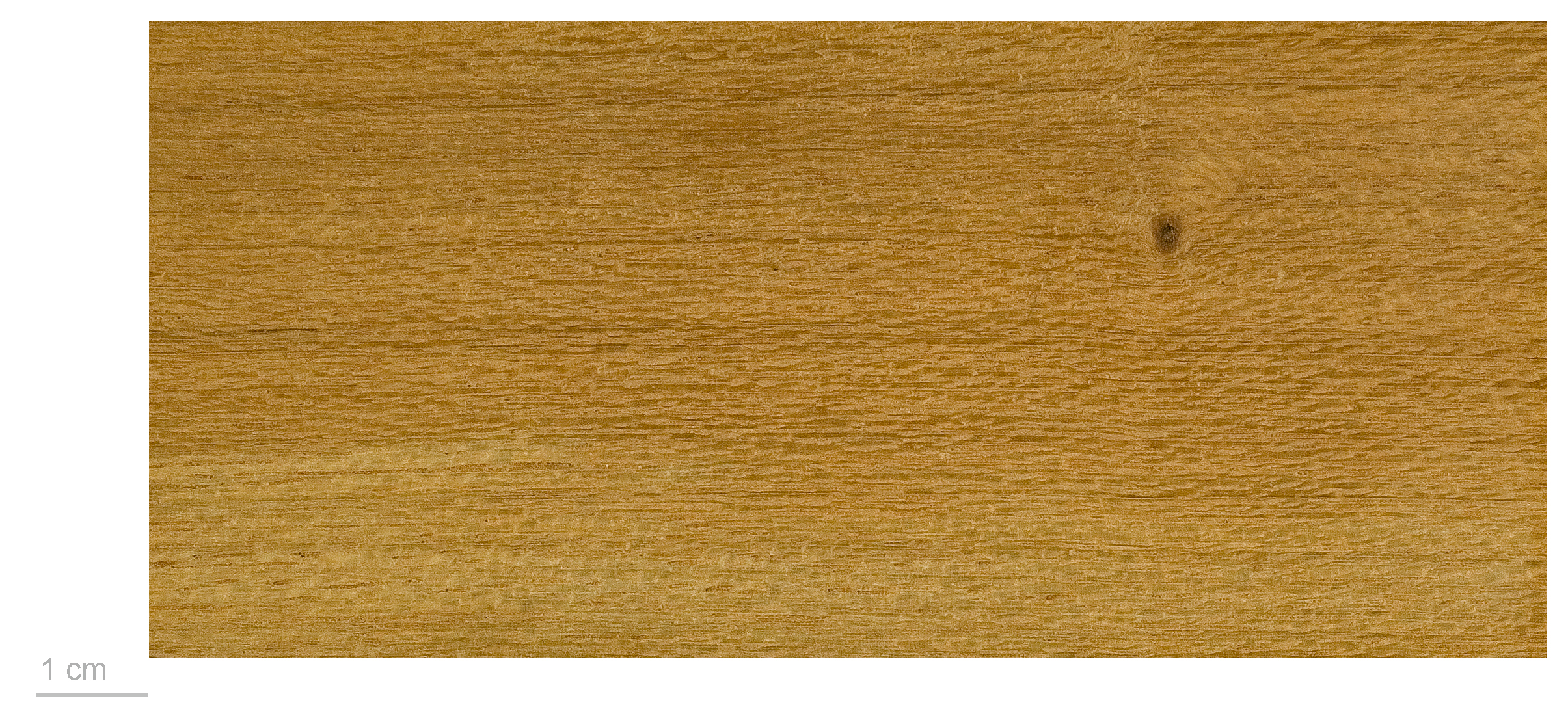
Sterculia pruriens

蘋婆屬是锦葵科下的一屬，全球約有300種，產自熱帶及亞熱帶地區，特別是在亞洲等地的熱帶雨林內。中國有23種及1變種。蘋婆屬也是部分鱗翅目昆蟲幼蟲的寄主植物。属名Sterculia源于拉丁语Sterculius，神话中掌管肥料的神，指本属植物枝叶常能提供肥料。

## 物種
- 蒙自苹婆（Sterculia henryi）
  - 蒙自苹婆（原变种）（Sterculia henryi var. henryi）
  - 大围山苹婆（Sterculia henryi var. cuneata）
- 信宜苹婆（Sterculia subracemosa）
- 家麻树（Sterculia pexa）
- 西蜀苹婆（Sterculia lanceaefolia）
- 罗浮苹婆（Sterculia subnobilis）
- 大叶苹婆（Sterculia kingtungensis）
- 蘭嶼蘋婆，又名台湾苹婆（Sterculia ceramica）
- 蘋婆（Sterculia nobilis）
- 凹脉苹婆（Sterculia impressinervis）
- 小花苹婆（Sterculia micrantha）
- 绒毛苹婆（Sterculia villosa）
- 屏边苹婆（Sterculia pinbienensis）
- 绿花苹婆（Sterculia gengmaensis）
- 河口苹婆（Sterculia scandens）
- 香苹婆（Sterculia foetida）
- 北越苹婆（Sterculia tonkinensis）
- 海南苹婆（Sterculia hainanensis）
- 假蘋婆（Sterculia lanceolata）
- 膜萼苹婆（Sterculia hymenocalyx）
- 樟叶苹婆（Sterculia cinnamomifolia）
- 基苹婆（Sterculia principis）
- 粉苹婆（Sterculia euosma）
- 短柄苹婆（Sterculia brevissima）
- 胖大海（Sterculia lychnophora）